# Верешковичи-2
Верешковичи-2 — упразднённая деревня в Духовщинском районе Смоленской области России. Входила в Пречистенское сельское поселение. C 2017 года — часть деревни Верешковичи-1.

## География
Расположена в северной части области в 34 км к северу от Духовщины, в 3 км восточнее автодороги Р136 Смоленск — Нелидово, на берегу реки Сладица. В 51 км юго-восточнее деревни расположена железнодорожная станция Ярцево на линии Москва — Минск. 

## Население
Население в 2007 году составляло 41 житель, по переписи 2010 года — 31 житель. 

## История
В годы Великой Отечественной войны деревня была оккупирована гитлеровскими войсками в июле 1941 года, освобождена в сентябре 1943 года.
В 2017 году включена в состав деревни Верешковичи-1.